# Lújar (kommunhuvudort)
Lújar är en kommunhuvudort i Spanien.   Den ligger i provinsen Provincia de Granada och regionen Andalusien, i den södra delen av landet, 400 km söder om huvudstaden Madrid. Lújar ligger 564 meter över havet och antalet invånare är 500.
Terrängen runt Lújar är kuperad söderut, men norrut är den bergig. Terrängen runt Lújar sluttar söderut. Runt Lújar är det ganska tätbefolkat, med 52 invånare per kvadratkilometer. Närmaste större samhälle är Motril, 11,0 km väster om Lújar. Omgivningarna runt Lújar är i huvudsak ett öppet busklandskap.